# Steingarten

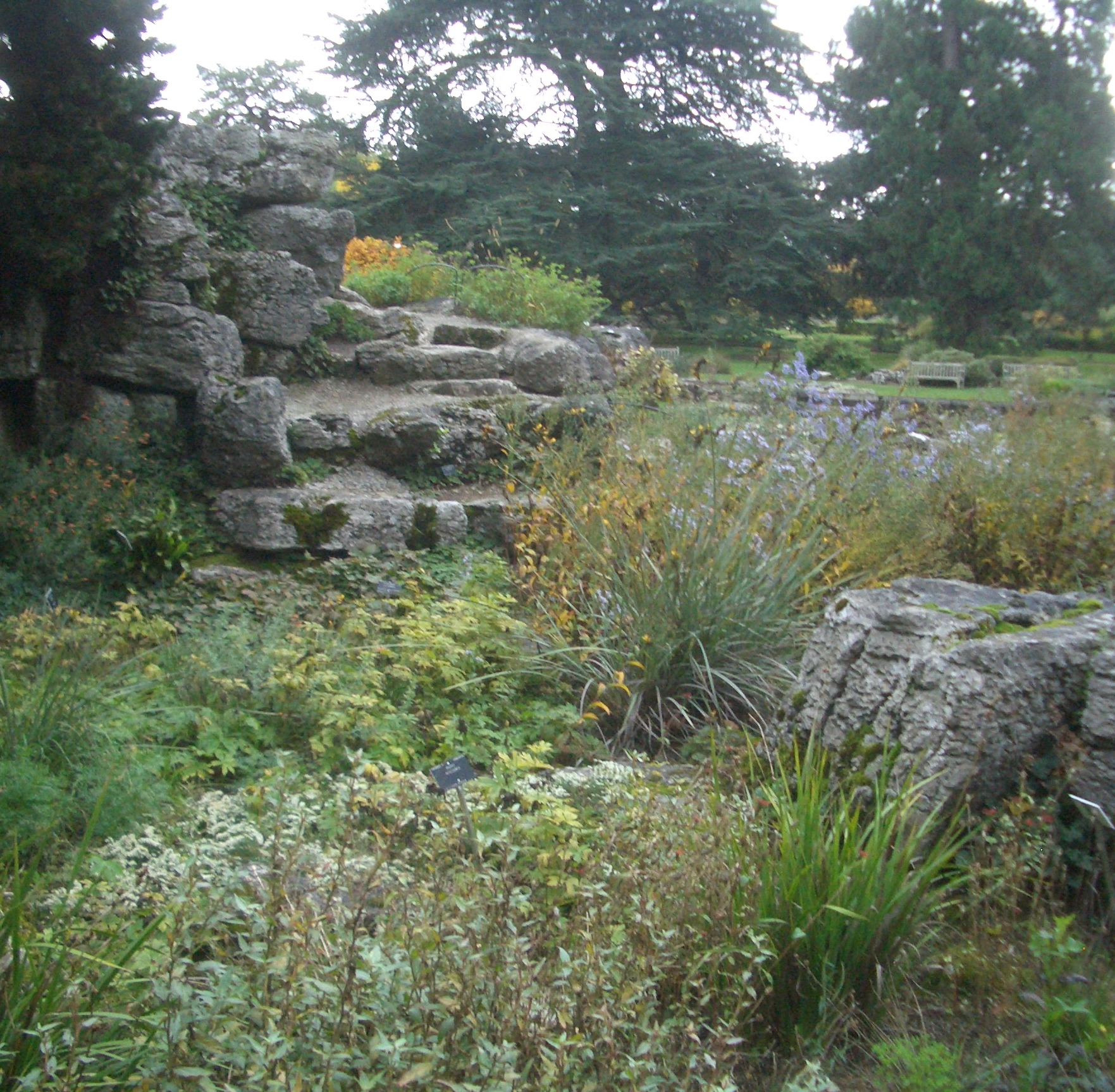
Zwischen 1954 und 1958 angelegter Steingarten im Botanischen Garten der Universität Cambridge. Die Bepflanzung ist nach Kontinenten gegliedert

Als Steingarten bezeichnet man eine Gartenanlage, welche unter intensiver Verwendung von Steinen und Kies Pflanzen der Gebirgsflora oder trockenheitsresistente Pflanzen beherbergt. Die Steine bilden dabei das Substrat für die angepasste Vegetation.
Schottergärten, in denen Steine selbst das wesentliche Gestaltungselement sind und, wenn überhaupt, nur wenige, künstlich gestaltete Pflanzen vorkommen, sind keine Steingärten in diesem Sinn.

## Aufbau und Charakteristika

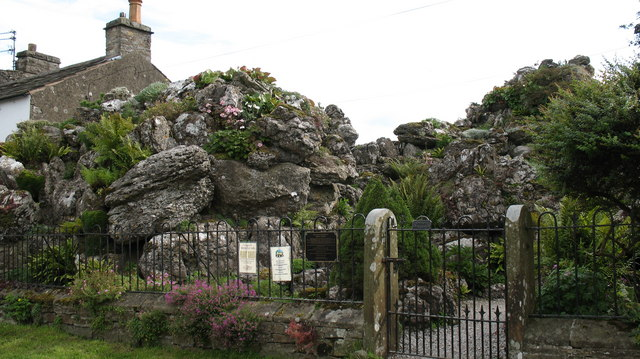
Steingarten von 1906, Aysgarth, Yorkshire

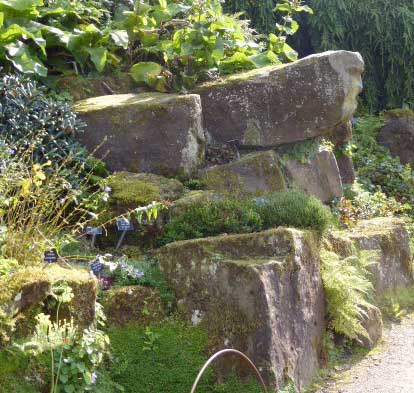
Historischer Steingarten Wisley, angelegt von James Pulham 1910, Detail einer Sandsteinformation

Steingärten zeichnen sich durch eine gute Entwässerung und die Dominanz von großen Steinen und Stein- oder Kiesschotter aus. Ein idealer Steingarten sollte auf einem sanften Abhang angelegt sein, der vorzugsweise nach Süden oder Südwesten ausgerichtet ist. Damit bietet er gute Wachstumsbedingungen für Steingarten-, beziehungsweise Alpenpflanzen. Pflanzen, die hier besonders gut gedeihen, bezeichnet man als Steingartenstauden, während Alpine Stauden meist so hohe Standortanforderungen stellen, dass sie im Tiefland Botanischen Gärten vorbehalten bleiben.
Sonderformen des Steingartens sind der Geröllgarten oder das Kiesbeet, in denen vor allem Pflanzen wachsen, die steinigen Boden der Erde vorziehen (sogenannte petrophile Pflanzen). Das Alpinum ist eine Sonderform des Steingartens, das Hochgebirgspflanzen enthält. Es besteht zum größten Teil aus Steinen. Im Alpinum muss auf gute Drainage geachtet werden.

## Geschichte
Ein Steingarten wurde im Chelsea Physic Garden in London bereits 1773 angelegt. Dazu wurden unter anderem Steine von Abbrucharbeiten im Tower of London angekauft. Dieser Steingarten ist der älteste noch als solcher genutzte Steingarten in Europa und steht heute unter Denkmalschutz. Joseph Paxton baute in Chatsworth im Peak-District von Derbyshire einen Steingarten für den Duke of Denvonshire, den der Gartengestalter Dan Pearson 2015 in der Chelsea Flower Show teilweise nachbaute und damit eine Goldmedaille gewann. Steingärten waren in England besonders Ende des 19. Jahrhunderts populär. Der Pflanzensammler Frank Kingdon-Ward richtete mehrere Steingärten ein. 1890–1930 legte William Herbert St Quintin (1851–1930) in seinem Landsitz Scampston Hall in Yorkshire einen innovativen Steingarten an, der noch erhalten ist. Als Ahnherr des englischen Steingartens gilt der Autor und Pflanzensammler Reginald Farrer, Verfasser des einflussreichen Buches My Rock Garden (1907) und The English Rock Garden (1919, geschrieben 1913) in zwei Bänden. Bereits 1894 hatte er in dem Gut Ingleborough, das seinem Vater gehörte, einen Steingarten eingerichtet.
In Wisley legten James Pulham und Söhne 1910 einen Steingarten an, bei dem die Steine so angeordnet wurden, wie sie im Steinbruch gelegen hatten. Für den Transport der Felsen wurde eine Eisenbahn angelegt. Der Garten ist noch erhalten. Ein weiterer wichtiger Steingarten von Pulham befindet sich in Newby Hall in Yorkshire James Pulham erfand einen Kunststein, „Pulhamit“, den er in zahlreichen Steingärten einsetzte. Er bestand aus Portland-Zement und zerkleinerten Felsbrocken und ist dauerhaft und frostfest.

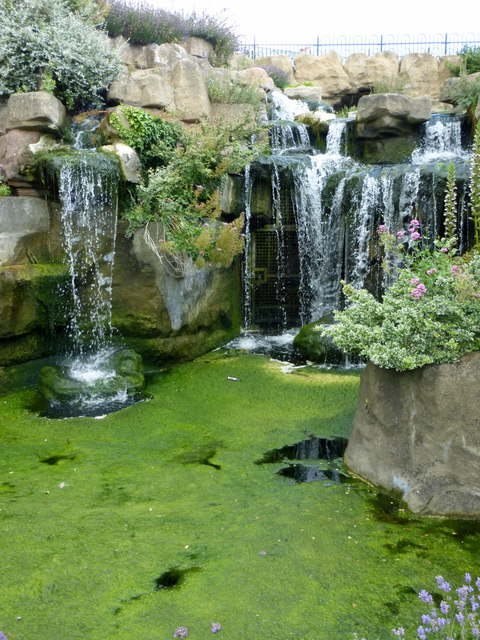
Wasserfall über Pulhamit-Felsen in den Albion Place Gardens in Ramsgate

Der Anwalt Frank Crisp erstellte in seinem Garten Friar Park bei Henley-on-Thames eine 6 m hohe Nachbildung des Matterhorns mit einem Originalstein an der Spitze mit Seen und elektrisch beleuchteten Grotten. Die Reaktion des gärtnerischen Establishments war allerdings scharf ablehnend. Thematische Steingärten waren zu dieser Zeit beliebt. So entwarf der Ingenieur Joseph Fox Sharp 1887 für den East Park von Kingston upon Hull einen Steingarten, der den Khyber-Paß in Kunststein nachbildete. Er wurde 1904 erweitert. 1900 legte er ferner ein Kolumbarium in Form eines versenkten Steingartens im Friedhof Hendon Road in Hull an, wo er in Würdigung seiner Verdienste 1902 umsonst beigesetzt wurde.
Auch auf der Chelsea Flower Show wurden häufig Steingärten ausgestellt und gewannen Preise, so wurde 1913 James Wood aus Boston Spa für den Yorkshire Rock Garden ausgezeichnet. 1937 gewannen die Landschaftsgestalterin Sylvia Crowe (1901–1997), die eher für ihre Rolle in der Gestaltung britischer Gartenstädte im Stil der klassischen Moderne bekannt ist, und die Cutbush Nurseries für einen Steingarten mit Teich und Wasserfall eine Goldmedaille.

## Bepflanzung
Mit der zunehmenden Popularität von Steingärten im 20. Jahrhundert zogen eine Reihe neuer Pflanzen in die Gärten ein. Dazu zählt beispielsweise die Gewöhnliche Küchenschelle, die gegen Ende des 19. Jahrhunderts nur sehr selten in Gärten zu finden war und die heute in vielen Sorten und Farbschlägen zum gängigen Angebot von Staudengärtnereien und Gartencentern gehört.
Typische Pflanzen für einen Steingarten sind u. a.:
- Katzenpfötchen (Antennaria dioica)
- Grasnelke (Armeria caespitosa)
- Alpenaster (Aster alpinus)
- niedrige Narzissenarten wie etwa die
  - Engelstränen-Narzisse (Narcissus triandrus),
  - die Alpenveilchen-Narzisse (Narcissus cyclamineus)
  - oder die Reifrock-Narzisse (Narcissus bulbocodium),
- diverse Thymianarten (Thymus),
- viele kleinere Glockenblumenarten (Campanula) wie etwa die Karpaten-Glockenblume (Campanula carpatica),
- Nelkenarten wie Alpennelke (Dianthus alpinus), Dianthus neglectus oder Dianthus freynii,
- Alpenbalsam (Erinus alpinus)
- Schleifenblumen (Iberis)
- Viele Steinbrecharten (Saxifraga).
- Einige Enzianarten wie Gentiana gracilipes und Gentiana septemfida.
- Nur wenige Fuchsien sind winterhart. Die aus Neuseeland stammende Fuchsia procumbens bildet jedoch kriechende Stängel aus, an denen kleine gelbe Blüten sitzen. Diese Art eignet sich bei etwas Winterschutz in Mitteleuropa für eine Steingartenbepflanzung.

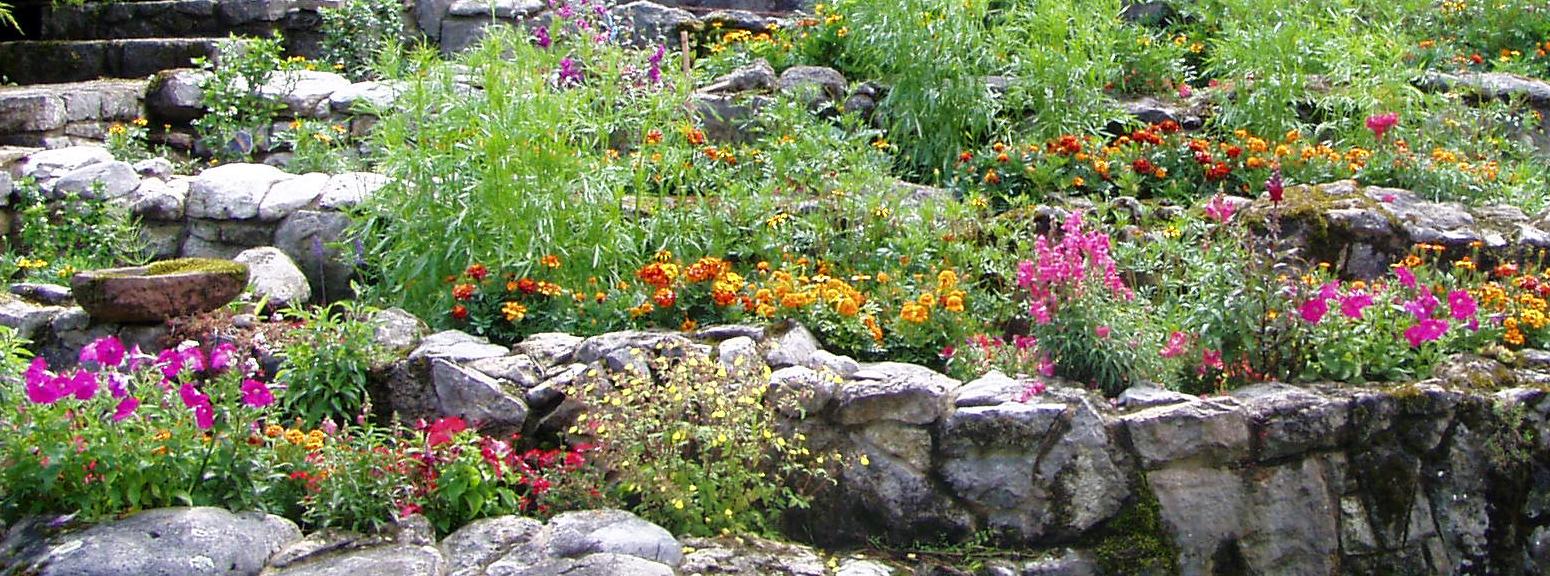
Steingarten

## Bekannte Steingärten

### Deutschland
- Rennsteiggarten Oberhof
- Alpinum im Botanischen Garten Kiel
- Steingarten im Lausitzer Findlingspark Nochten
- Botanischer Garten Berlin

### Indien
- Steingarten in Chandigarh

### Niederlande
- Steingarten im Botanischen Garten Fort Hoofdijk Botanische Tuin Fort Hoofddijk
- Botanischer Garten Amsterdam

### Vereinigte Staaten von Amerika
- Botanischer Garten New York
- Botanischer Garten Brooklyn, New York Brooklyn Botanic Garden

### Vereinigtes Königreich
- Friar Park bei Henley-on-Thames, historischer Steingarten mit Nachbildung des Matterhorns
- Chelsea Physic Garden, ältester Steingarten Großbritanniens
- Himalaya-Garten, Harewood Hall, Yorkshire[16]
- Pulham-Steingarten in Wisley, Surrey
- Newby Hall, Yorkshire

## Bilder

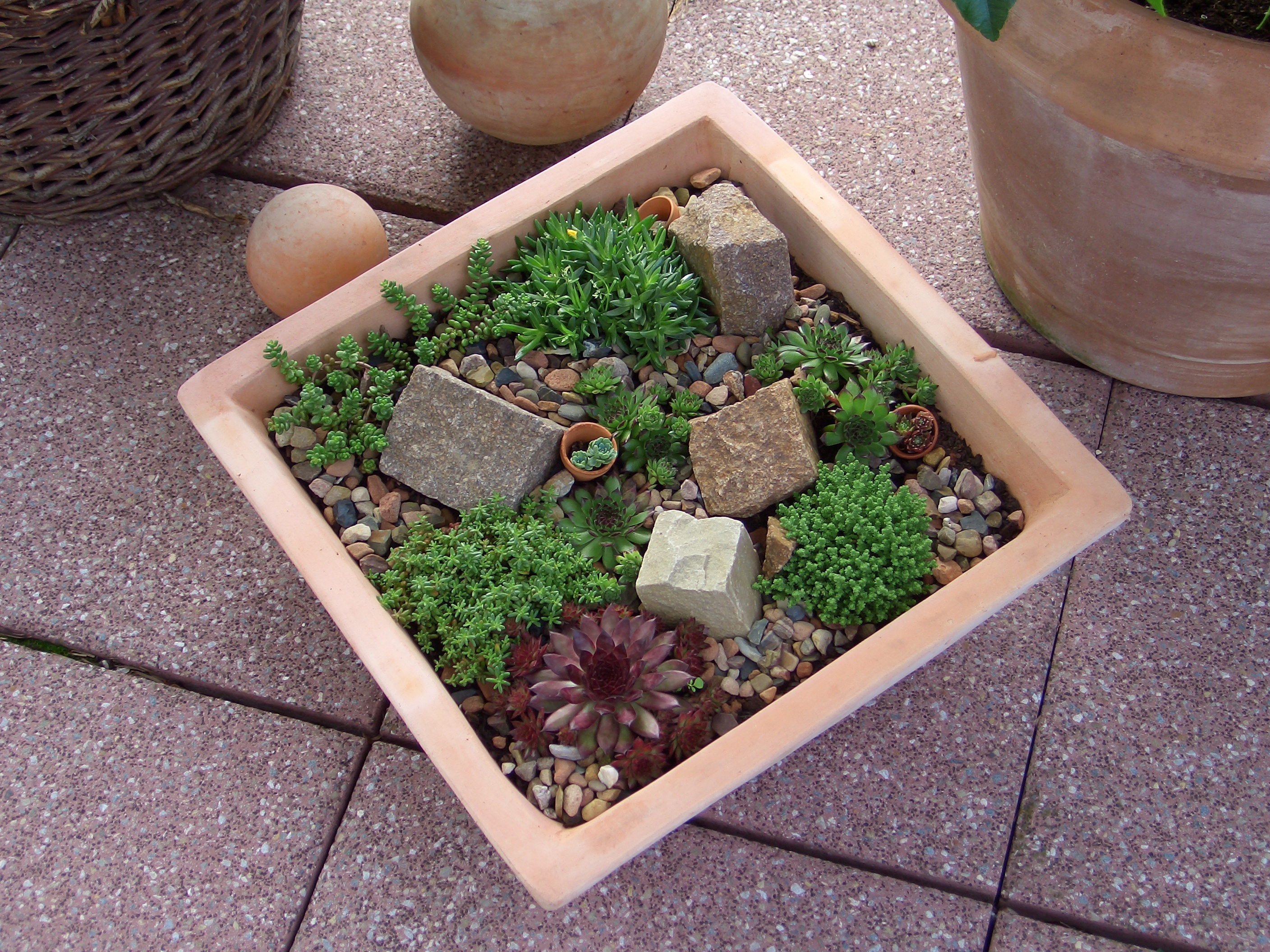
Ministeingarten in Terraschale, fotografiert im Juni 2007 in Fernwald-Albach
Ministeingarten in Sandsteintrog, fotografiert im Mai 2007 im Enzkreis